# Webserie di Grey's Anatomy
Tra il 2009 e il 2010 sono state pubblicate sul web due webserie collegate alla serie televisiva Grey's Anatomy, dal titolo Seattle Grace: On Call e Seattle Grace: Message of Hope. Nel 2018 viene pubblicata una nuova webserie dal titolo Grey's Anatomy: B-Team

## Seattle Grace: On Call
Seattle Grace: On Call è la prima webserie di Grey's Anatomy, divisa in sei brevi puntate dalla durata complessiva di 5 minuti ciascuna circa, destinata solo alla diffusione via internet. 
Lo scopo di questi webisode è quello di mostrare l'altra faccia di Grey's Anatomy all'Emerald Bar City di fronte all'ospedale. Fra il cast ci sono Joe il barista (Steven Bailey) e gli specializzandi Steve (Mark Saul), Megan (Molly Kidder), Pierce (Joseph Williamson), Graciella (Gloria Garayua) e Ryan (Brandon Scott), oltre ai Mercy Westers Reed (Nora Zehetner) e Charles (Robert Baker).
I sei "webisode" sono stati messi a disposizione del pubblico statunitense sul sito della ABC al ritmo di un episodio alla settimana circa dal 20 novembre 2009 al 21 gennaio 2010 in contemporanea con la sesta stagione. 
| n° | Titolo originale                | Titolo italiano | diffusione on-line USA | diffusione on-line Italia |
| -- | ------------------------------- | --------------- | ---------------------- | ------------------------- |
| 1  | Seattle Grace: On Call - part 1 |                 | 20 novembre 2009       |                           |
| 2  | Seattle Grace: On Call - part 2 |                 | 3 dicembre 2009        |                           |
| 3  | Seattle Grace: On Call - part 3 |                 | 10 dicembre 2009       |                           |
| 4  | Seattle Grace: On Call - part 4 |                 | 17 dicembre 2009       |                           |
| 5  | Seattle Grace: On Call - part 5 |                 | 14 gennaio 2010        |                           |
| 6  | Seattle Grace: On Call - part 6 |                 | 21 gennaio 2010        |                           |

### Seattle Grace: On Call - part 1
Alla vigilia del nuovo anno, nel bar di Joe sono presenti molti dottori: Charles flirta con Reed ma lei lo considera solo un amico; nel frattempo Percie è in compagnia di Graciella, ma arrivano Megan e Steve assieme, facendogli intuire che loro stanno assieme.

### Seattle Grace: On Call - part 2
Al bar di Joe suona una band del Seattle Grace; Megan e Percy parlano, finendo per piangere.

### Seattle Grace: On Call - part 3
La band si è congedata e Steve e Megan fanno un duetto assieme. Nel frattempo, Pierce chiede un test di paternità a Megan, e Ryan picchia Reed lasciando Charlie perplesso.

### Seattle Grace: On Call - part 4
Ryan e Reed stanno assieme e lei consiglia a Charles di mettersi con Graciella, che sta flirtando con lui. Megan non vuole aprire il test di paternità: nel frattempo Pierce ha visto tutto e ne parla con lei al bar di Joe.

### Seattle Grace: On Call - part 5
Pierce, Steve e Megan discutono ma la situazione peggiora quando Pierce e Steve si pestano. Megan legge il test di paternità.

### Seattle Grace: On Call - part 6
Megan chiede il divorzio da Steve, ma non torna con Pierce. Owen canta una canzone alla fine dell'episodio.

## Seattle Grace: Message of Hope
Seattle Grace: Message of Hope è la seconda webserie di Grey's Anatomy, divisa in brevi puntate dalla durata complessiva di 3 minuti ciascuna circa, destinata solo alla diffusione via internet. 
Lo scopo è quello di raccontare come il Dottor Webber cerca di alzare l'immagine dell'ospedale dopo la sparatoria.
Fra il cast della serie troviamo Owen Hunt (Kevin McKidd), Dr. Richard Webber (James Pickens Jr.) e i nuovi regulars Jackson Avery (Jesse Williams) ed April Kepner (Sarah Drew).
Kevin McKidd dirige personalmente la web series.
Gli "webisode" sono messi a disposizione del pubblico statunitense sul sito della ABC al ritmo di un episodio alla settimana circa dal 14 ottobre 2010 al 25 novembre 2010 in contemporanea con la settima stagione. 
| n° | Titolo originale | Titolo italiano | diffusione on-line USA | diffusione on-line Italia |
| -- | ---------------- | --------------- | ---------------------- | ------------------------- |
| 1  | No Comment       |                 | 14 ottobre 2010        |                           |
| 2  | Take One         |                 | 21 ottobre 2010        |                           |
| 3  | The Face         |                 | 28 ottobre 2010        |                           |
| 4  | Nevers           |                 | 4 novembre 2010        |                           |
| 5  | Award-Winning    |                 | 11 novembre 2010       |                           |
| 6  | The Sizzle       |                 | 18 novembre 2010       |                           |
| #  | Making Off       |                 | 25 novembre 2010       |                           |

## Grey's Anatomy: B-Team
Grey's Anatomy: B-Team è la terza webserie di Grey's Anatomy, divisa in sei puntate dalla durata complessiva di 3 minuti ciascuna circa, destinata solo alla diffusione via internet. 
Fra il cast della serie troviamo in ordine di episodio, Miranda Bailey (Chandra Wilson), Alex Karev (Justin Chambers), "Maggie" Pierce (Kelly McCreary), Dr. Richard Webber (James Pickens Jr.) e Owen Hunt (Kevin McKidd).
Gli "webisode" sono stati messi a disposizione del pubblico statunitense sul sito della ABC negli USA e in Italia sul sito di FoxLife.
| n° | Titolo originale | Titolo italiano  | diffusione on-line USA | diffusione on-line Italia |
| -- | ---------------- | ---------------- | ---------------------- | ------------------------- |
| 1  | Episode One      | Episodio Uno     | 11 Gennaio 2018        | 18 Giugno 2018            |
| 2  | Episode Two      | Episodio Due     | 11 Gennaio 2018        | 18 Giugno 2018            |
| 3  | Episode Three    | Episodio Tre     | 11 Gennaio 2018        | 18 Giugno 2018            |
| 4  | Episode Four     | Episodio Quattro | 11 Gennaio 2018        | 18 Giugno 2018            |
| 5  | Episode Five     | Episodio Cinque  | 11 Gennaio 2018        | 18 Giugno 2018            |
| 6  | Episode Six      | Episodio Sei     | 11 Gennaio 2018        | 18 Giugno 2018            |